# Xian de Suining (Jiangsu)
Pour les articles homonymes, voir Suining (homonymie).
Le xian de Suining (睢宁县 ; pinyin : Suīníng Xiàn) est un district administratif de la province du Jiangsu en Chine. Il est placé sous la juridiction de la ville-préfecture de Xuzhou.

## Démographie
La population du district était de 1 229 584 habitants en 1999.